# Karen Holtsmark
Karen Kristine Holtsmark (11 de noviembre de 1907 – 7 de marzo de 1998) fue una pintora noruega.

## Biografía
Holtsmark nació en Ås provincia de Akershus, Noruega. Fue hija de Gabriel Gabrielsen Holtsmark (1867–1954) y de Margrete Weisse (1871–1933). Su padre era físico y su madre educadora. Era nieta materna del filólogo Johan Peter Weisse y paterna del agricultor y político Bent Holtsmark. También era sobrina de los políticos Bernt y Torger Holtsmark, y hermana de los profesores Johan y Anne Holtsmark. Se casó con Haakon R. Brækken en julio de 1936, pero el matrimonio se disolvió.
Asistió a la Academia Nacional Noruega de Artesanía e Industria Artística entre 1924 y 1927, y a la Academia Nacional Noruega de Bellas Artes de 1927 a 1930. Su maestro más importante fue Axel Revold, y también recibió la influencia de Vilhelm Bjerke-Petersen para adoptar el estilo surrealista. Algunas de sus pinturas eran expresionistas. También se hizo comunista y estuvo varias veces en Francia, donde estudió con el artista danés Georg Jacobsen en 1936.
En 1932 participó en una exposición colectiva en la galería de la Kunstnerforbundet, en Oslo, con Bjarne Rise, Johannes Rian y Vilhelm Bjerke-Petersen. En 1935 expuso de manera individual por primera vez en la Kunstnerforbundet. Ese mismo año expuso en Copenhague y en 1937 en Lund, Suecia. En 1959 fue una de las ganadoras de un concurso para exponer en el Parlamento de Noruega. Su obra Solens gang fue tejida por Else Halling entre 1959 y 1965, and was displayed in the Central Hally se expuso en el hall central.
Algunos de sus trabajos, especialmente la principal, Mennesket og vilkårene (1935), fueron controvertidos, y no fueron adquiridos por la Galería Nacional de Noruega hasta 1993. En la actualidad, la Galería Nacional conserva doce de sus cuadros de paisajes. Su arte también se expone en el Museo de Arte de Lillehammer y en la Bergen Billedgalleri.
Se retiró en 1970 por una afección ocular. Murió en marzo de 1998 en Ås.